# Pręgoszatka piękna
Pręgoszatka piękna (Grammostola pulchra) – gatunek pająka z rodziny ptasznikowatych. Endemit Brazylii.

## Taksonomia
Gatunek ten opisany został po raz pierwszy w 1921 roku przez Cândida F. de Mello-Leitão na łamach „Annals and Magazine of Natural History”. Jako lokalizację typową wskazano Uruguayanę w brazylijskim Rio Grande do Sul. Epitet gatunkowy oznacza po łacinie „piękna”. W 1951 roku Wolfgang Bücherl proponował obniżenie mu rangi do podgatunku w obrębie pręgoszatki złotokolanowej (G. pulchripes), ale takiej klasyfikacji nie przyjął żaden późniejszy autor.

## Morfologia

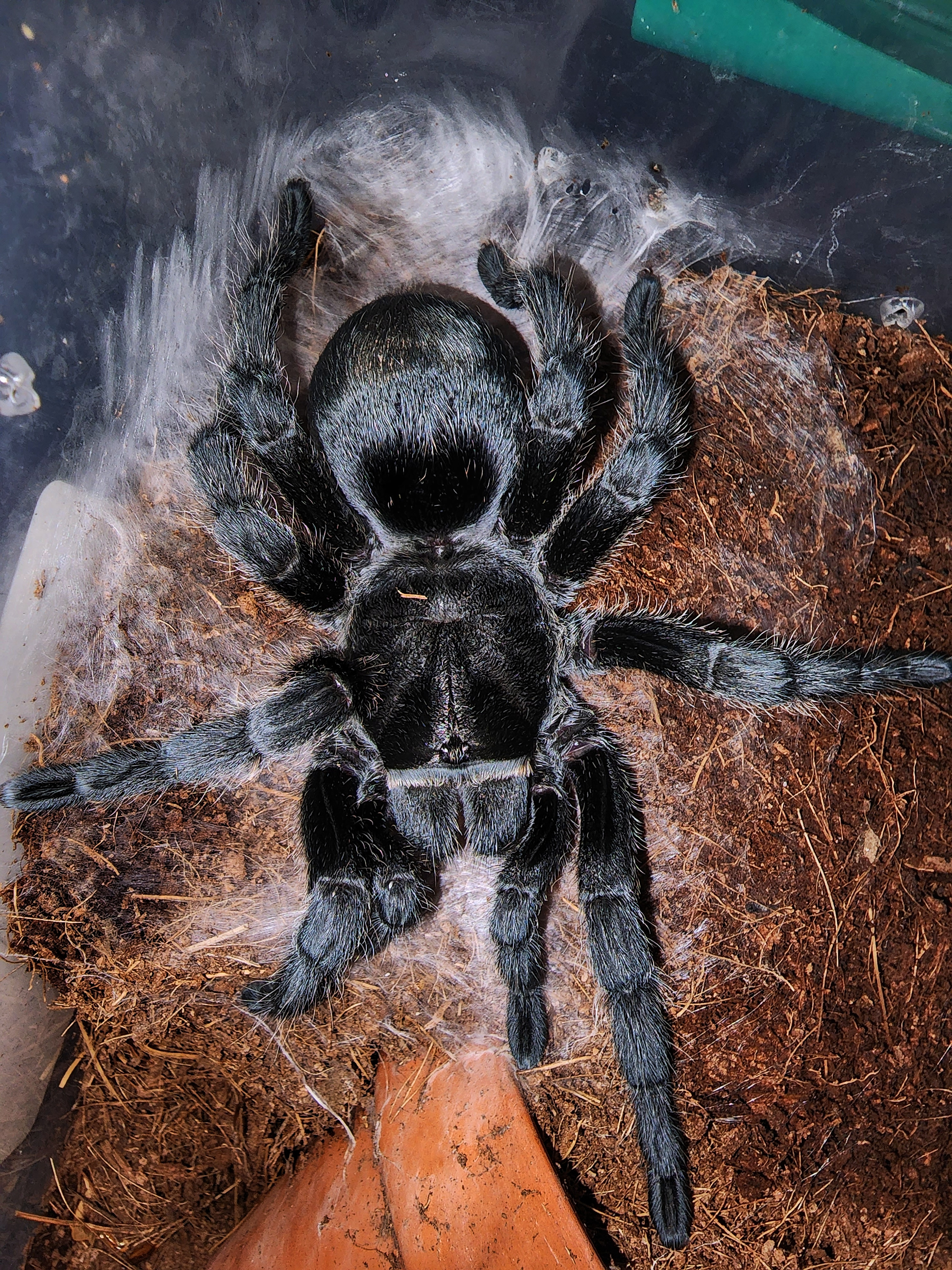
Dorosła samica

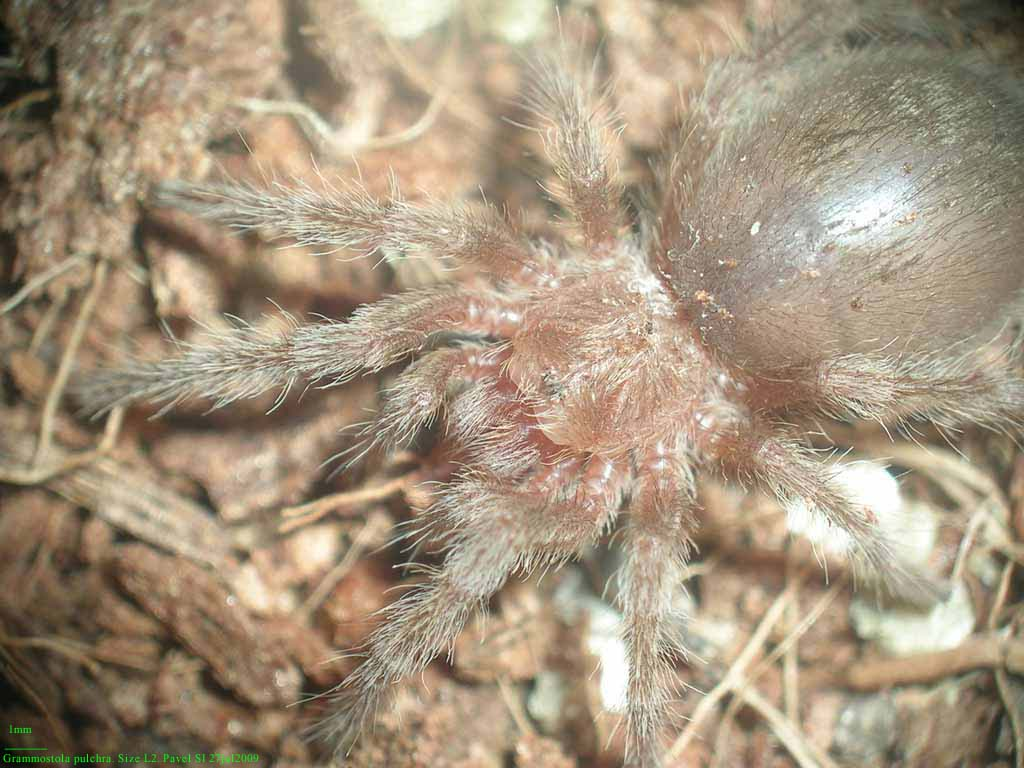
Osobnik młodociany w stadium L2

Samice osiągają od 6 do 9 cm, a samce od 4,5 do 7 cm długości ciała, natomiast przeciętna rozpiętość odnóży jest większa u samców niż u samic. Karapaks, szczękoczułki, nogogłaszczki i opistosoma (odwłok) są brązowawoczarne, gęsto porośnięte długimi szczecinkami barwy aksamitnoczarnej z jasnoszarymi wierzchołkami. Warga dolna, sternum i spód bioder odnóży są jedwabiście czarniawe, natomiast na biodrach nogogłaszczków i spodach szczękoczułków obecne są szczecinki ognistoczerwone. U osobników młodocianych ubarwienie jest głównie różowe z ciemniejszą opistosomą. Czernieć zaczynają po piątej lub szóstej wylince.
Prosoma jest dłuższa niż szersza, o niskim wzgórku ocznym. Oczy pary przednio-środkowej są znacznie mniejsze od tych par bocznych i oddalone na odległość większą niż dwukrotność ich średnicy. W odsiebnej ⅓ tylnej powierzchni biodra nogogłaszczka znajduje się prawie kwadratowa łatka z gęsto upakowanych, licznych szczecinek strydulacyjnych; szczecinki te tworzą również grupki poniżej i powyżej szwu na odsiebnych wierzchołku tegoż biodra.
U samca nadstopie odnóża pierwszej pary jest silnie łukowato zagięte i prawie po podstawę opatrzone skopulą, a goleń tejże pary ma dwie ostrogi (haki), z których górna jest prosta, walcowata, tępa i opatrzona długim, sinusoidalnym kolcem, a dolna półksiężycowato zakrzywiona i na szczycie zaostrzona.

## Ekologia i występowanie
Pająk ten zasiedla wilgotne lasy równikowe. Jest ptasznikiem naziemnym. Dzień spędza w miejscach wilgotnych i zacienionych.
Gatunek neotropikalny, endemiczny dla Brazylii.

## Hodowla

### Terrarium
Terrarium dla dorosłego osobnika tego gatunku powinno mieć dno o wymiarach 30×30 cm, co jest klasycznym rozmiarem dla ptaszników naziemnych i 25 cm wysokości. Wilgotność powinna być utrzymywana na poziomie 65–75% wilgotności powietrza, temperatura w dzień nie powinna przekraczać 30 °C, w nocy powinna mierzyć około 23–25 °C.

### Żywienie
Dorosłe ptaszniki można karmić świerszczami, karaczanami, larwami mącznika młynarka oraz drewnojada, a także szarańczą. Młode karmi się wylęgiem karaczana, świerszcza, szarańczy, bądź pinkami.